# (4301) Boyden
(4301) Boyden es un asteroide perteneciente al cinturón de asteroides, descubierto el 7 de agosto de 1966 por el equipo del Observatorio Boyden desde el Observatorio Boyden, en Bloemfontein, Sudáfrica.

## Designación y nombre
Designado provisionalmente como 1966 PM. Fue nombrado Boyden en honor al ingeniero e inventor estadounidense Uriah A. Boyden, por una donación que hizo al Observatorio de la Universidad de Harvard se pudo construir el Observatorio Boyden en Arequipa.